# Стаффорд, Джо
Джо Элизабет Стаффорд (англ. Jo Elizabeth Stafford; 12 ноября 1917, округ Фресно, Калифорния — 16 июля 2008, округ Лос-Анджелес, Калифорния) — одна из самых популярных в англоязычном мире певиц середины XX века.
Начинала в семейном трио The Stafford Sisters, затем подпевала на сцене Фреду Астеру. С конца 1930-х выступала как вокалистка популярного джаз-ансамбля The Pied Pipers (в котором также работал Фрэнк Синатра).
Выйдя замуж за импресарио этой группы (и одного из руководителей Capitol Records), Пола Вестона, Стаффорд стала записываться сольно. Наивысший успех сопутствовал ей в 1951 году, когда бестселлерами стали её синглы «Make Love to Me» и «You Belong to Me». Последний возглавил чарты не только в США, но и в Британии. Первой из представительниц слабого пола она покорила первую строчку новосозданного UK Singles Chart.
Помимо традиционного поп-репертуара, Стаффорд исполняла песни с налётом кантри. Одним из «гвоздей» её репертуара была «Jambalaya» Хэнка Уильямса, в дуэте с которым она исполнила шлягер «Hey Good Lookin'» (1951).
С наступлением эпохи рок-н-ролла Стаффорд и Вестон переключились с поп-музыки на музыкальные пародии, выступая под именами Джонатана и Дарлин Эдвардс (англ. Jonathan & Darlene Edwards). Один из их «юмористических» альбомов получил в 1961 году «Грэмми». Пять лет спустя Стаффорд объявила о завершении карьеры в шоу-бизнесе.